# Lasiochalcidia nigra
Lasiochalcidia nigra är en stekelart som först beskrevs av Keizo Yasumatsu 1946.  Lasiochalcidia nigra ingår i släktet Lasiochalcidia och familjen bredlårsteklar. Inga underarter finns listade i Catalogue of Life.